# Блумінгдейл (Іллінойс)
Блумінгдейл (англ. Bloomingdale) — селище (англ. village) в США, в окрузі Дюпаж штату Іллінойс. Населення — 22 382 особи (2020).

## Географія
Блумінгдейл розташований за координатами 41°57′5″ пн. ш. 88°5′21″ зх. д. / 41.95139° пн. ш. 88.08917° зх. д. (41.951481, -88.089112).  За даними Бюро перепису населення США в 2010 році селище мало площу 18,24 км², з яких 17,57 км² — суходіл та 0,67 км² — водойми.

## Демографія
Згідно з переписом 2010 року, у селищі мешкало 22 018 осіб у 8681 домогосподарстві у складі 5788 родин. Густота населення становила 1207 осіб/км².  Було 9156 помешкань (502/км²).
Расовий склад населення:
| - 79,4 % — білих - 12,7 % — азіатів - 3,7 % — чорних або афроамериканців - 0,2 % — корінних американців - 2,2 % — осіб інших рас |

До двох чи більше рас належало 1,8 %. Частка іспаномовних становила 8,7 % від усіх жителів.
За віковим діапазоном населення розподілялося таким чином: 19,4 % — особи молодші 18 років, 64,3 % — особи у віці 18—64 років, 16,3 % — особи у віці 65 років та старші. Медіана віку мешканця становила 42,5 року. На 100 осіб жіночої статі у селищі припадало 91,3 чоловіків;  на 100 жінок у віці від 18 років та старших — 88,6 чоловіків також старших 18 років.
Середній дохід на одне домашнє господарство  становив 90 607 доларів США (медіана — 74 494), а середній дохід на одну сім'ю — 109 351 долар (медіана — 90 741). Медіана доходів становила 63 031 долар для чоловіків та 47 367 доларів для жінок. За межею бідності перебувало 5,6 % осіб, у тому числі 8,0 % дітей у віці до 18 років та 6,7 % осіб у віці 65 років та старших.
Цивільне працевлаштоване населення становило 11 945 осіб. Основні галузі зайнятості: освіта, охорона здоров'я та соціальна допомога — 20,7 %, виробництво — 11,7 %, роздрібна торгівля — 10,7 %, науковці, спеціалісти, менеджери — 10,5 %.